# Fontaine de Neptune (Bologne)
Pour les articles homonymes, voir Fontaine de Neptune.
La fontaine de Neptune ou le géant  (Fontana del Nettuno, en italien) est une fontaine allégorique monumentale de style maniériste du XVIe siècle, de la Piazza del Nettuno à Bologne, en Émilie-Romagne, en Italie, dédiée au dieu Neptune de la mythologie romaine, et au pape Pie IV.

## Historique
Cette fontaine monumentale de 90 jets d'eau est implantée entre l'hôtel de ville, le Palazzo Re Enzo, et le Palais du Podestat du centre historique de Bologne. Elle est commandée en 1563 par le cardinal légat de Bologne Charles Borromée, lors du réaménagement architectural de la zone de la Piazza Maggiore contiguë du centre historique de la cité (avec l'aide de l'évêque Pierdonato Cesi) pour célébrer la récente élection et le règne du pape Pie IV (son oncle de la Maison Borromeo).

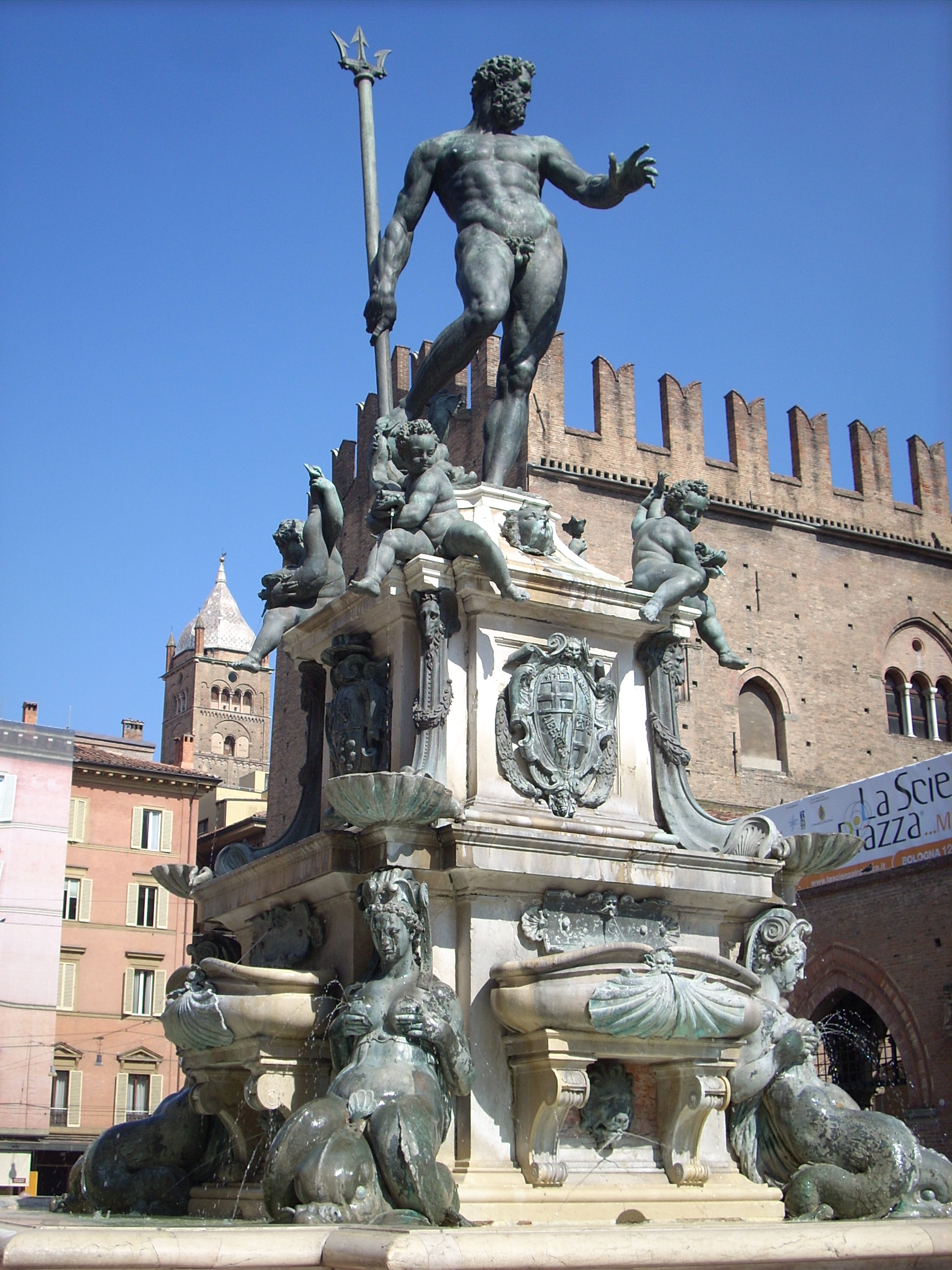
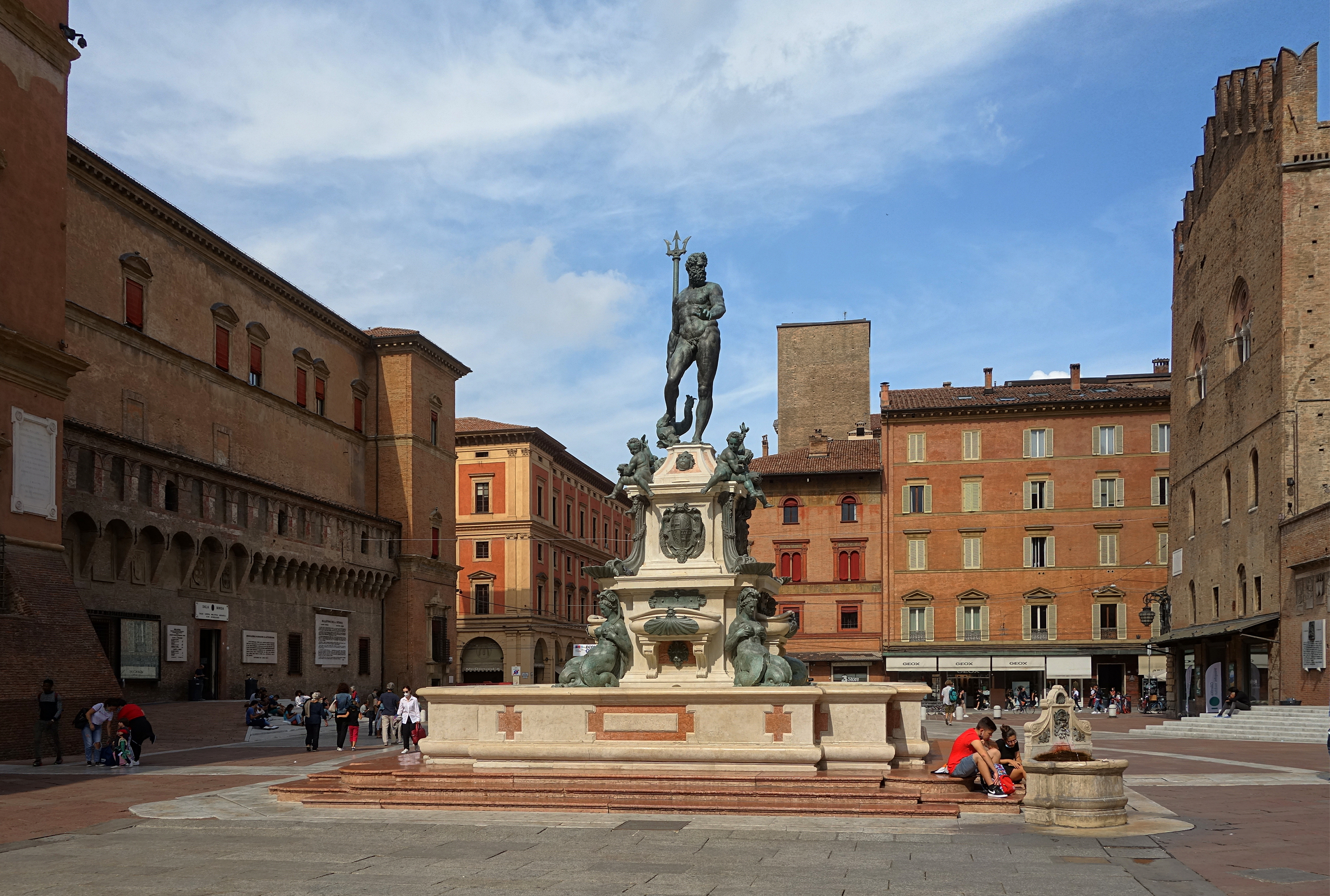
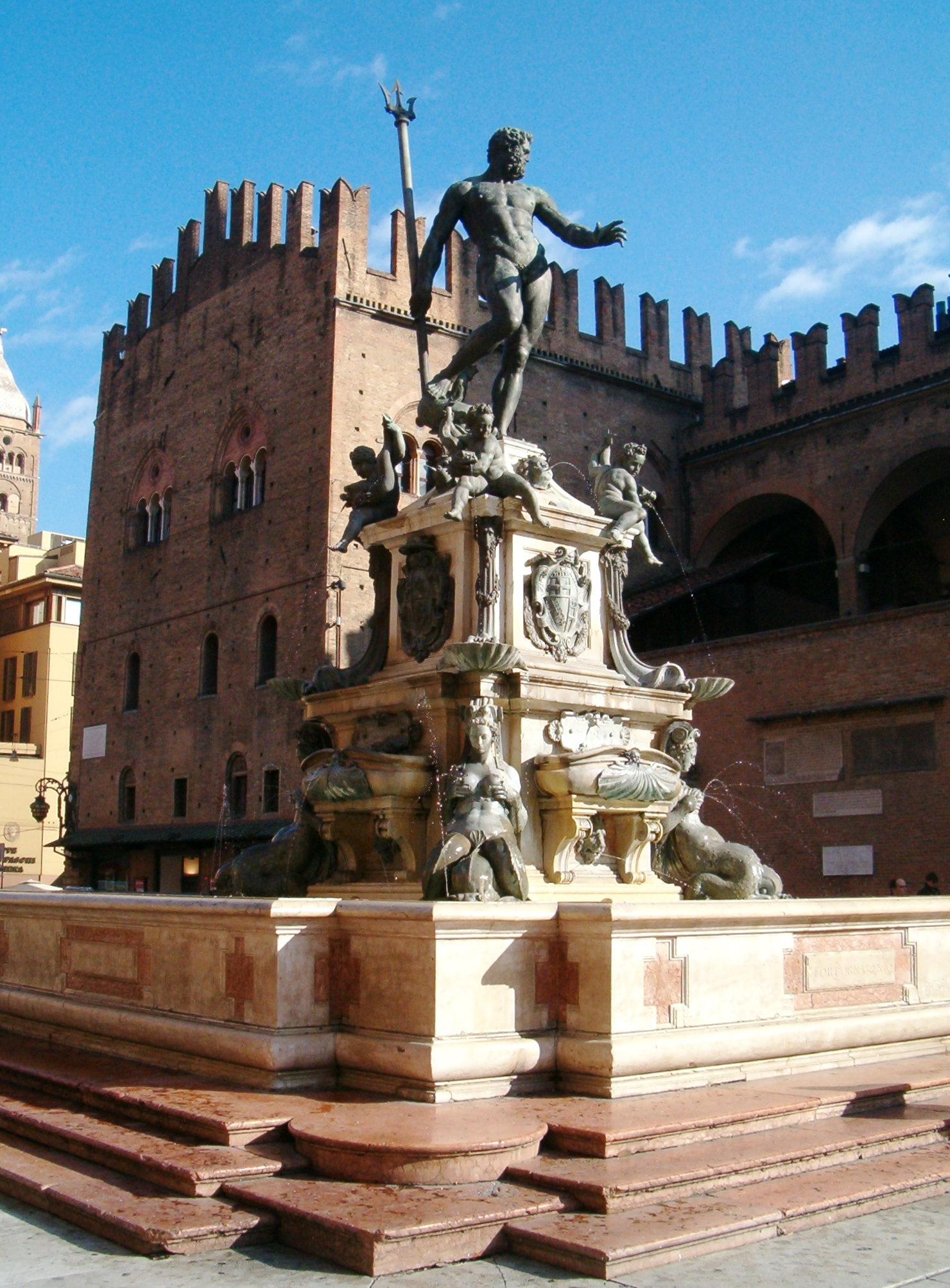
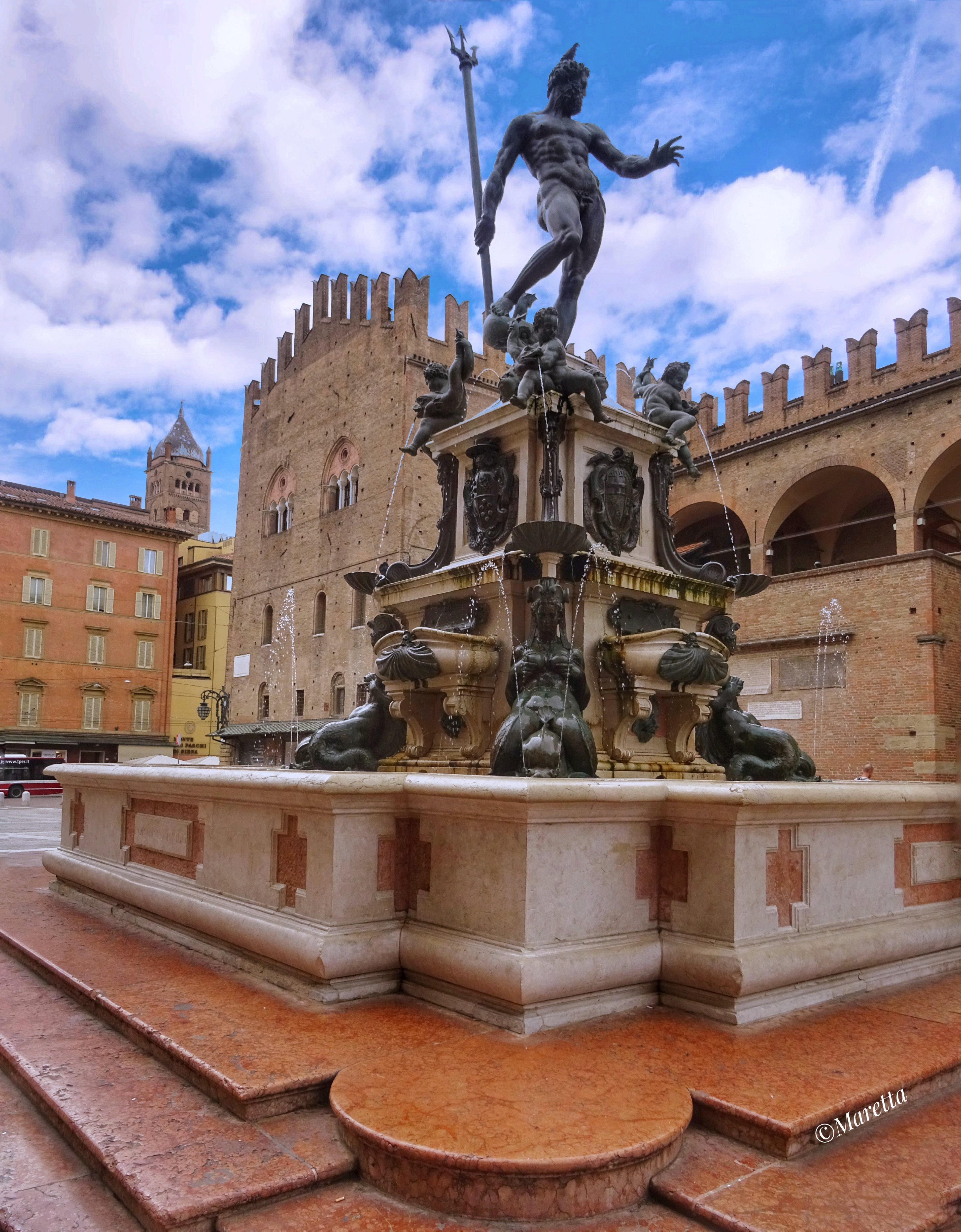

La fontaine-piédestal est réalisée en 1563 par les architectes sculpteurs Bartolomeo Ammannati et Tommaso Laureti, l’imposante statue en bronze du dieu Neptune et de son trident est réalisée par le sculpteur Jean de Bologne (également sculpteur de la fontaine de Neptune de Florence) et la construction de l'ensemble est terminée en 1565.

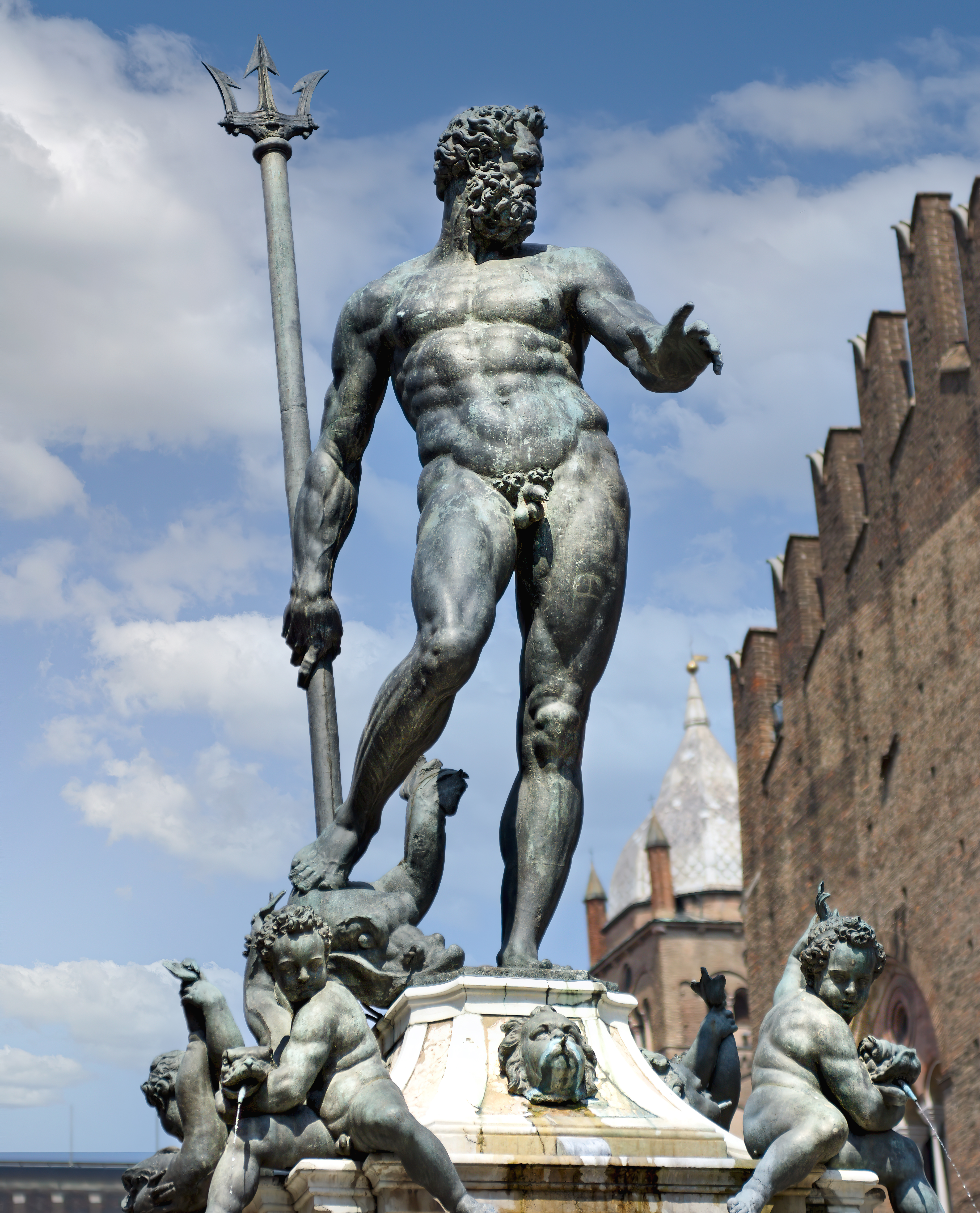
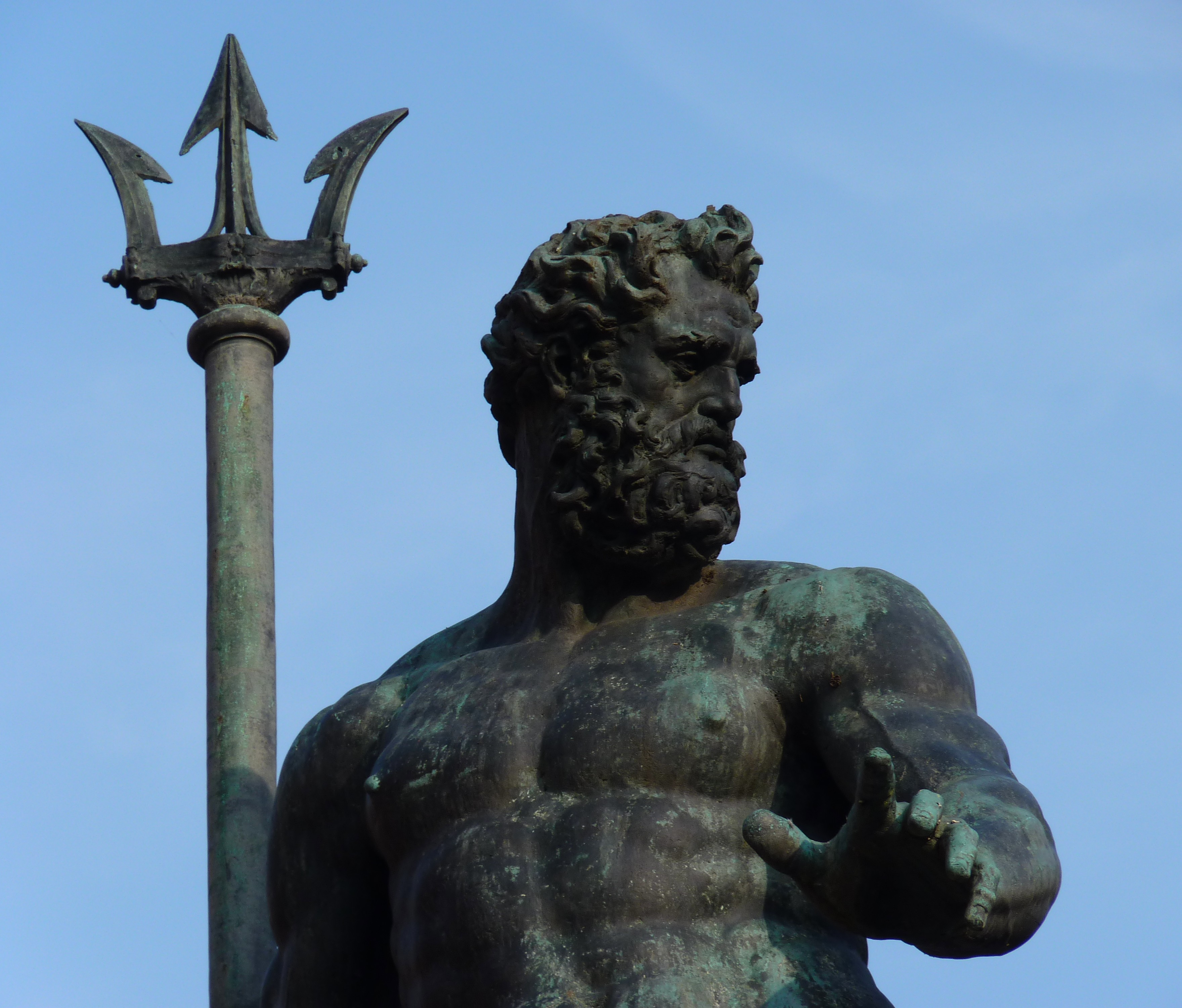

La statue monumentale est un symbole allégorique du règne du pape sur le monde, à l'image du règne du dieu Neptune de la mythologie romaine sur le monde aquatique et sur la mare nostrum de l'empire romain. Les armoiries papales et celles de la Maison Borromeo sont sculptées sur le piédestal, et Neptune est entouré d'anges chérubins d'art chrétien, ainsi que des 4 vents, de vasques en forme de coquille Saint-Jacques, et de créatures mythiques de son royaume des mers, dont quatre statues de ses Néréides, assises sur les quatre points cardinaux, représentant les quatre fleuves les plus importants des continents du monde : Gange, Nil, Amazone et Danube.

## Inscriptions
Les noms des dirigeants politiques de Bologne sont inscrites sur la base, reportés en majuscules latines dans les quatre rouleaux placés entre les sirènes-Néréides :
- Pius IIII Pont. Max (Pie IV Pontifex maximus);
- Petrus Donatus Caesius Gubernator (Pier Donato Cesi, cardinal légat adjoint);
- Carolus Borromaeus Cardinalis (Carlo Borromeo, cardinal légat);
- S.P.Q.B. (Senatus Populus que Bonononiensis « Le Sénat et le peuple de Bologne » ).

Quatre phrases latines inscrites sur les côtés du bassin en marbre :
- Fori Ornamento (faits pour décorer le carré) ;
- Aere Publico (réalisé avec de l'argent public) ;
- Populi Commodo (fait pour l'usage du peuple) ;
- MDLXIIII (1564, date d'exécution même si l’œuvre a été terminée en 1566).

## Copies
- Musée d'archéologique de Bologne (The Archaeological Civic Museum (MCA) of Bologna (en)) version réduite.
- Mutsaard-Laeken de Bruxelles en Belgique : commandée par le roi Léopold II de Belgique. La statue est l'un des trois monuments réalisés des monuments du tour du monde qu'il désirait créer près de son palais. Voir Fontaine de Neptune (Laeken).
- Hiroshima en Japon, à l'entrée du musée maritime Yamato.
- Palo Verde en Californie.
- Batoumi en Géorgie.
- Los Angeles (au sud) à l'échelle 2/3[3].

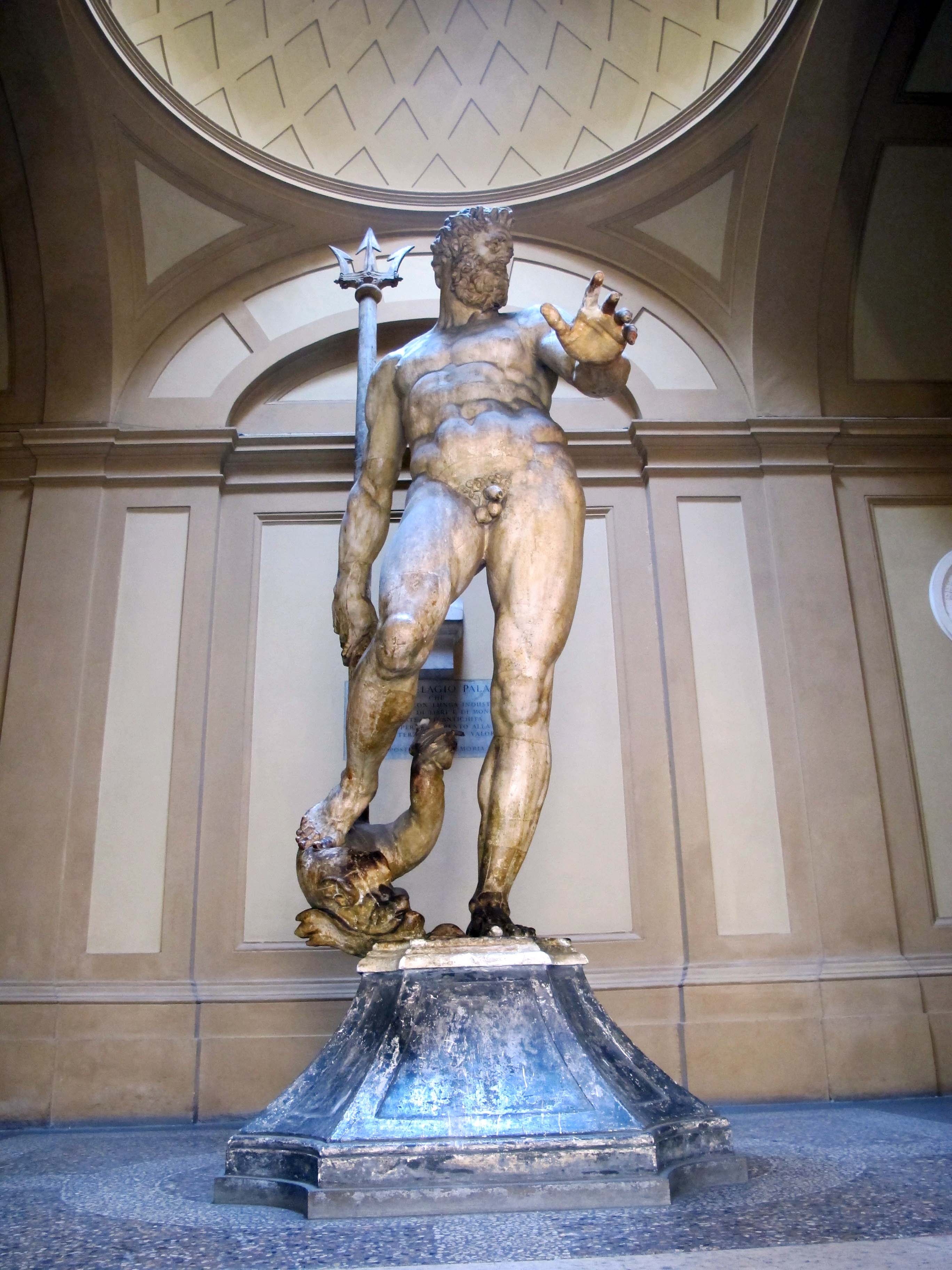
Musée d'archéologie de Bologne
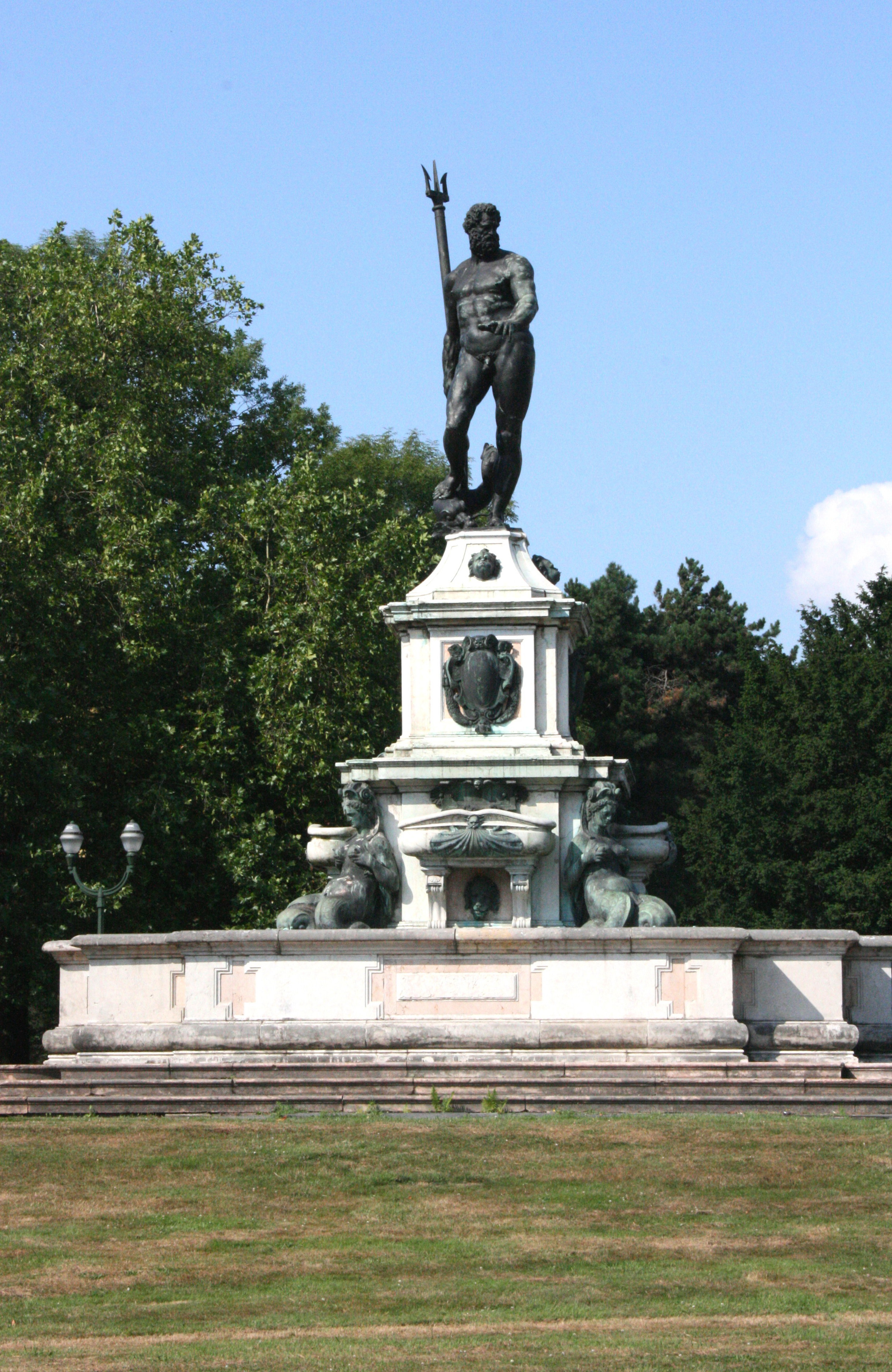
Laeken (Bruxelles)
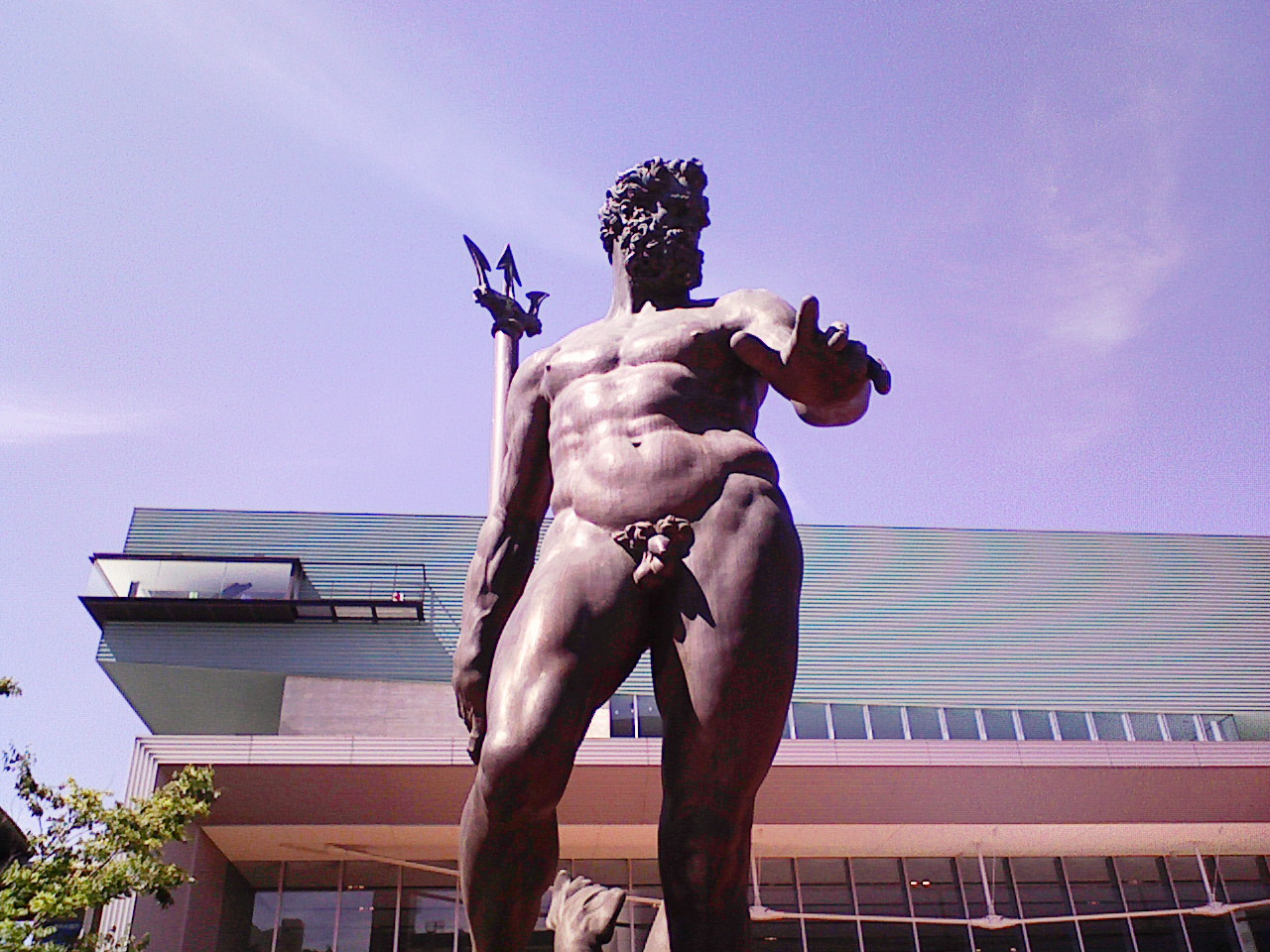
Musée Yamato d'Hiroshima au Japon
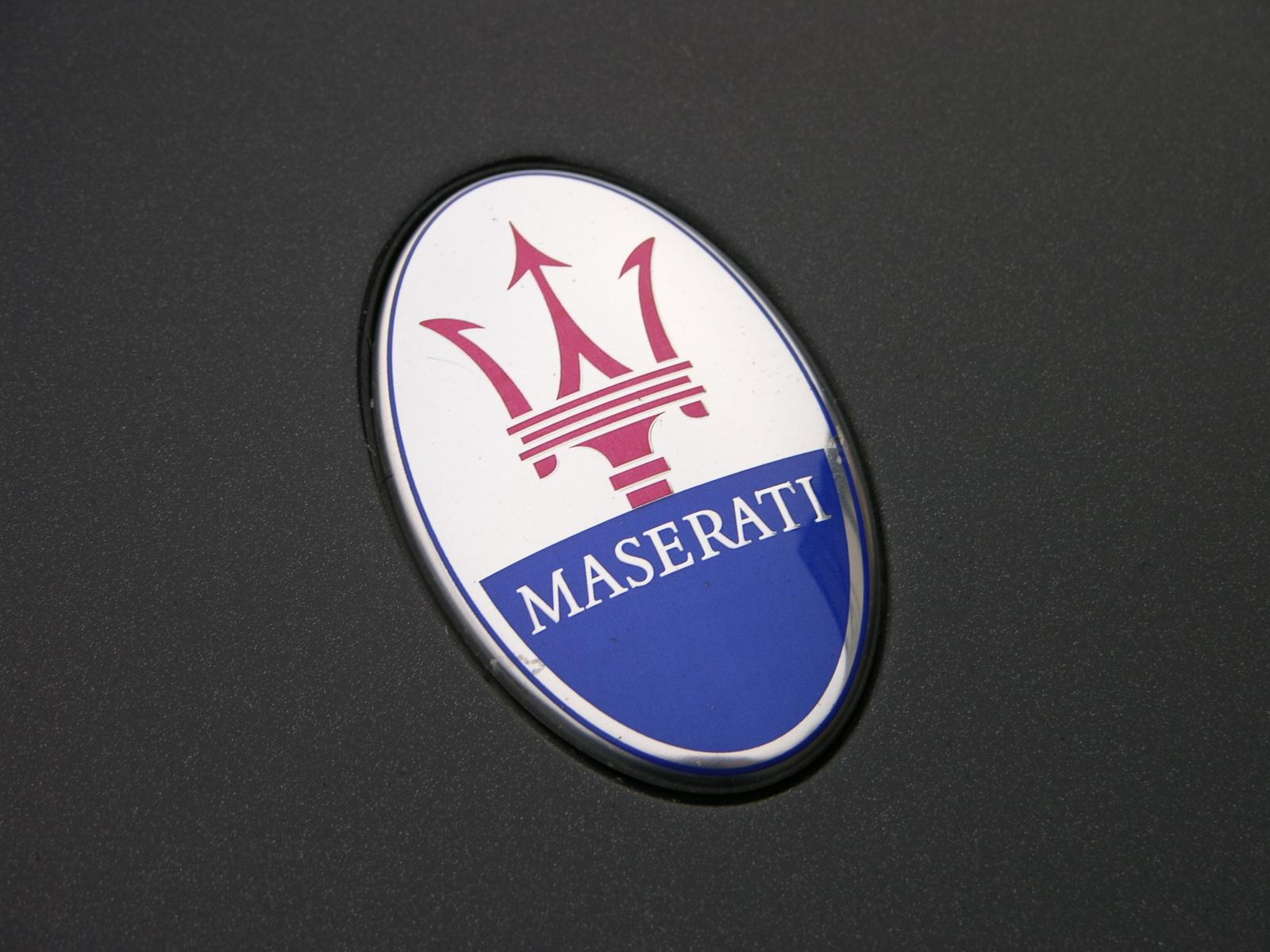
Logo Maserati

## Trident Maserati
Les frères Maserati fondent leur entreprise de voiture de sport et de compétition Maserati en 1914 à Bologne (avant que le siège ne soit transféré à Modène en 1940) et reprennent le trident de cette statue comme logo de leur « marque au trident ».